# مطار داوجينغ يادينغ
مطار داوجينغ يادينغ (بالصينية: 稻城亚丁机场)(بالتبتية: འདབ་པའི་ཉི་བརྟེན་གནམ་གྲུ་ཐང)‏(إياتا: DCY، إيكاو: ZUDC) هو مطار يخدم مقاطعة داوجينغ في محافظة غارزي التبتية ذاتية الحكم، سيتشوان، الصين. يقع في بلدة سانغداو، على بعد 50 كيلومترًا (31 ميلًا) شمال داوجينغ  و130 كيلومترًا (81 ميل) من محمية يادنج الطبيعية.  افتتح في 16 سبتمبر 2013، يبلغ طول المدرج 4200 م ويرتفع عن سطح البحر 4411 م.

## شركات الطيران والوجهات
| شركـات طيـران          | الوجهات |
| ---------------------- | --- |
| طيران الصين            | مطار تشنغدو تيانفو الدولي |
| خطوط جنوب الصين الجوية | مطار تشنغدو تيانفو الدولي، مطار قوانغتشو باييون الدولي |
| Chongqing Airlines     | مطار تشونغتشينغ جيانغبى الدولي، مطار تشوهاى سانزو |
| خطوط سيتشوان الجوية    | مطار تشنغدو شوانغليو الدولي، مطار تشنغدو تيانفو الدولي، مطار تشونغتشينغ جيانغبى الدولي، مطار هانغتشو شياوشان الدولي، مطار لوئهو يونلونغ، مطار شيان شيانيانغ الدولي |

## وصلات خارجية
- http://www.flightstats.com/go/Airport/airportDetails.do?airportCode=DCY